# Emanuel Guevara
Emanuel Domingo Guevara Arguello (* 7. Februar 1989) ist ein ehemaliger argentinischer Straßenradrennfahrer.
Emanuel Guevara begann seine Karriere 2012 bei dem argentinischen Continental Team San Luis Somos Todos. In seinem zweiten Jahr dort 2013 gewann er bei der Tour de San Luis eine Etappe mit Bergankunft als Solist mit 15 Sekunden Vorsprung auf seinen Teamkollegen Daniel Díaz. In der Bergwertung des Rennens belegte er am Ende den ersten Platz. 2016 konnte er sich die Sprintwertung bei der Tour de San Luis sichern. Nach der Saison 2017 war Guevara in keinem Team mehr gelistet.

## Erfolge
2013
- eine Etappe und Bergwertung Tour de San Luis

2016
- Sprintwertung Tour de San Luis